# راگاو
راگاو (انگلیسی: Raaghav؛ زادهٔ ۱۸ آوریل ۱۹۷۳) بازیگر و آهنگساز اهل هند است.
از فیلم‌ها یا مجموعه‌های تلویزیونی که وی در آن‌ها نقش داشته‌است، می‌توان به روبات اشاره نمود.